# هگزوسیکلیوم
هگزوسیکلیوم (انگلیسی: Hexocyclium) یک داروی ضد موسکارینی است. این ماده به شکل متیل سولفات خود به نام هگزوسیکلیوم متیل سولفات استفاده می‌شود.